# 维特拉克 (多姆山省)
维特拉克（法語：Vitrac，法語發音：[vitʁak]）是法国多姆山省的一个市镇，属于里永区。

## 地理
维特拉克（45°58'10"N, 2°52'38"E）面积13.23 平方千米，位于法国奥弗涅-罗讷-阿尔卑斯大区多姆山省，该省份为法国中南部省份，北起阿列省接壤，东临卢瓦尔省，南至上盧瓦爾省和康塔爾省，西接科雷兹省和克勒兹省。
与维特拉克接壤的市镇（或旧市镇、城区）包括：莱班新堡、芒扎、克耶、圣昂热勒、圣乔治德蒙斯、奥弗涅地区圣热尔韦。

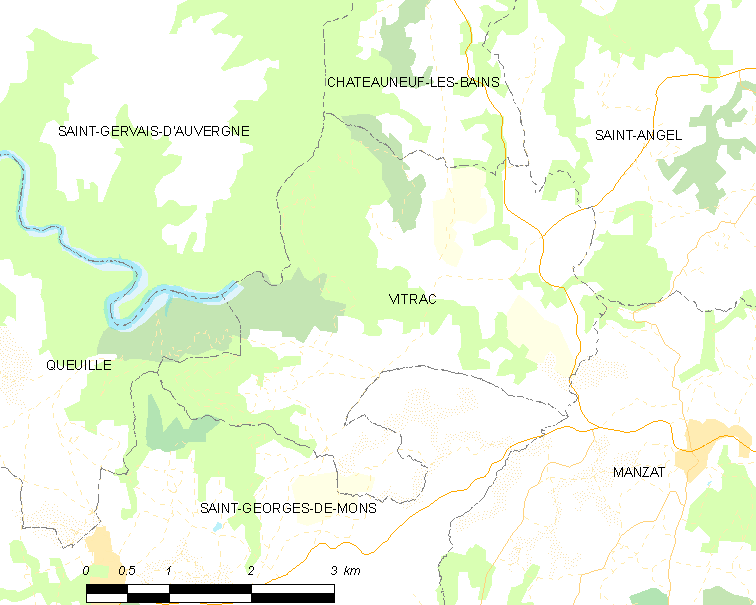
的OSM定位图

维特拉克的时区为UTC+01:00、UTC+02:00（夏令时）。

## 行政
维特拉克的邮政编码为63410，INSEE市镇编码为63464。

## 政治
维特拉克所属的省级选区为圣乔治德蒙斯县。

## 人口

1962-2008年间人口变化图示

维特拉克于2022年1月1日时的人口数量为338人。